# Krzysztof Dobrek

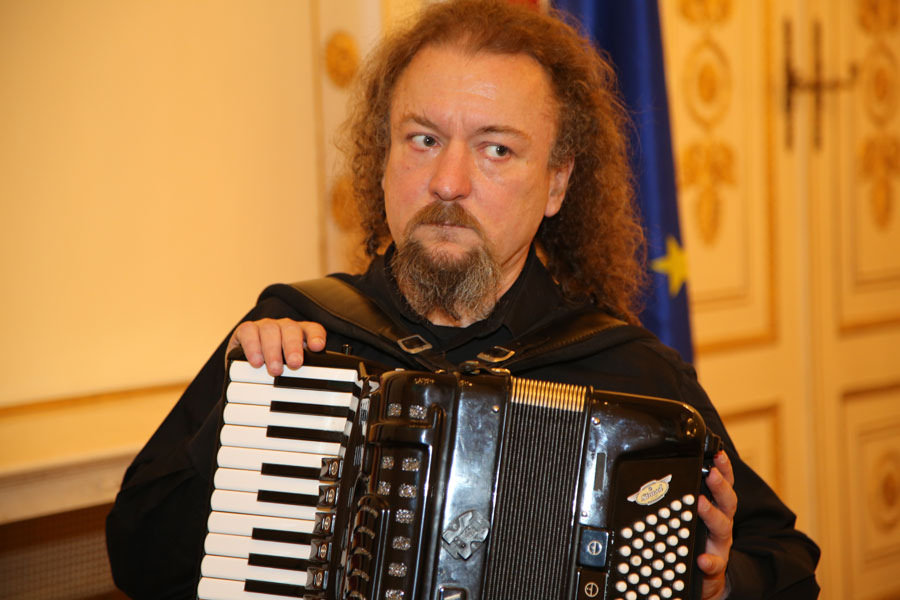
Krzysztof Dobrek (2014)

Krzysztof Dobrek (* 18. September 1967 in Olkusz) ist ein polnischer Musiker (Akkordeon, Komposition, Arrangement), der vor allem im Bereich der Weltmusik hervorgetreten ist. 

## Leben und Wirken
Dobrek lernte mit sieben Jahren bei seinem Onkel Akkordeon. Mit 15 Jahren zog er nach Krakau, wo er auf dem Musikgymnasium Państowowa Szkoła Muzyczna II klassischen Fagott- und Klavierunterricht erhielt. In Krakau war er nach der Schulzeit Mitglied in verschiedenen klassischen Orchestern; auch trat er in Theatern als Musiker und Schauspieler auf. Tagsüber spielte er klassisches Fagott, nachts jazzte er am Keyboard. Durch eine Romagruppe, die er auf der Straße hörte, entwickelte er Interesse an Folklore. Mit 23 Jahren ging Dobrek nach Wien, wo er sechs Jahre lang als Straßenmusiker auftrat und wieder Akkordeon spielte. 
1996 engagierte ihn die Musik- und Kabarettgruppe Die Landstreich als Akkordeonspieler, Arrangeur und Komponist. Maria Bill holte ihn 1997 für Programme mit Chansons von Édith Piaf und Jacques Brel; auch gehörte er zum Acoustic Drive Orchestra (bis zu dessen Auflösung 2000). Zwischen 1999 und 2001 spielte er in der Wiener Tschuschenkapelle; 2000 gründete er mit dem russischen Geiger Aliosha Biz die Gruppe Dobrek Bistro (mit der er drei Alben vorlegte). 2002 fusionierten die beiden mit Roland Neuwirth, Alegre Corrêa und Marwan Abado die Musik unterschiedlichster Kulturen. Mit seiner Formation Dobrek Brasil, zu der Alegre Corrêa gehörte, veröffentlichte er 2004 ein Album. Dobrek eröffnete auch mit den Akkordeonisten Otto Lechner und Karl Hodina gemeinsam 2003 das 4. Internationale Akkordeonfestival in Wien, war mit Angizia als Theatermusiker aktiv ( 39 Jahre für den Leierkastenmann oder ein Stück für die Judenstadt) und spielt darüber hinaus bei Lesungen von Wolfram Berger und Richard Schuberth. Stücke von ihm haben auch die Neuen Wiener Concert Schrammeln im Repertoire. Auch komponiert er für Angelika Kirchschlager; 2015 wurde seine Komposition Slavienna, die Roland Neuwirth betextete, von ihr, Dobrek Bistro, den Wiener Symphonikern und den Wiener Sängerknaben bei den Wiener Festwochen uraufgeführt.

## Preise und Auszeichnungen
Sowohl beim Concerto-Poll 2003 als auch 2004 wurde er als bester Folk- & World-Künstler national geehrt.

## Diskographische Hinweise
- Maria Bill singt Edith Piaf (1997, Extraplatte)
- Die Landstreich: Stau (2001, Geco/Hoanzl)
- Wiener Tschuschenkapelle: … und davon (2001, Extraplatte)
- Dobrek Brasil: Luz e Sombras (2004, Dobrorecords)
- Dobrek – Biz – Abado – Neuwirth – Corrêa: ´s geht eh! (2005, Dobrorecords)